# Hrabariwka (rejon tulczyński)
Hrabariwka (ukr. Грабарівка) – wieś na Ukrainie, w obwodzie winnickim, w rejonie tulczyńskim, w hromadzie Studena. W 2001 liczyła 419 mieszkańców, wśród których 397 wskazało jako ojczysty język ukraiński, 7 rosyjski, 13 mołdawski, a 1 inny.